# Амасия (царь Армении)
Амасия Айказуни (арм. Ամասիա) — легендарный царь Армении из династии Хайкидов.

## Правление
По данным средневековых армянских историографов[каких?], деятельность Амасия падает на 1908—1858 гг. до н. э.
М. Акопян считает основным политическим событием царствования Амасии — борьба против аморейских царей Исин Липит-Иштар и особенно Ур-Нинурта. Сопоставляя сведения Мовсеса Хоренаци и Мхитара Айриванеци с данными, известными по клинописным источникам, он делает вывод, что Амасия продолжал основную политическую линию своих предков, держав центр своего государства в более северных пределах Армении из-за постоянной угрозы нападении амореев.
Приняв за основу сведения Мхитара Айриванеци, можно прийти к выводу, что Амасия участвовал в широкой коалиции одиннадцати царей — правителей городов-государств против Исины, которая в итоге добилась смещения последнего с ведущих ролей в Месопотамии. Вот как передает эти события Мхитар Айриванеци:

«…Амасия великую гору назвал Масис. В то время явились Амазонки, то есть женское воинство, из рода Торгома, который, заметив возмущение в своем войске, умертвил всех мужчин, и составил войско из женщин. Он перенес свой престол в Алион и опустошал страну. Одиннадцать царей, собравшись вместе, истребили их…»

Период царствования Амасии Мовсес Хоренаци описывает так:

«…Амасия, поселившись в Армавире, спустя годы родил Гегама, а после него — отважного Пароха и Цолака. После их рождения он переходит реку близ южной горы и там, у расщелин её подножия, с большими затратами строит два обиталища: одно — с восточной стороны, у истоков родников, выходящих из подножия горы, другое — к западу от этого обиталища, на расстоянии около половины долгого дня ходьбы. Он отдал их в наследственное владение двум своим сыновьям — отважному Пароху и резвому Цолаку. Поселившись в них, они назвали места по своим именам: по Пароху — Парахот, по Цолаку же — Цолакерт. Но гору Амасия нарекает по своему имени Масисом. Вернувшись в Армавир и прожив годы, он умирает…».
Амасии наследовал его сын Гегам.